# Osakan Hot 100
Osakan Hot 100 es el nombre de una lista musical en Japón, siendo uno de los atractivos de radio FM802.